# Рубан Володимир Андрійович
Володимир Андрійович Рубан (27 травня 1912, Жовте, тепер П'ятихатського району Дніпропетровської області — 1990, місто Київ) — український радянський діяч, декан факультету журналістики Київського державного університету імені Шевченка. Доктор філологічних наук, професор.

## Біографія
У 1927 році закінчив семирічну школу. З 1927 по 1930 рік навчався в Криворізькій середній школі.
З 1930 по 1932 рік працював формівником, заступником секретаря комітету ЛКСМУ Харківського заводу «Серп і молот».
Призваний до Червоної армії. У 1934 році закінчив Кіровоградську школу авіаційних техніків, у 1935 році служив рік в авіаційних військах. Член ВКП(б).
Навчався на вечірньому відділі філологічного факультету Харківського державного університету імені Горького. У 1935 році став студентом 3-го курсу філологічного факультету Київського державного університету (КДУ). Після його закінчення (1938) залишився в аспірантурі при кафедрі російського і слов'янського мовознавства КДУ, яку закінчив у 1939 році.
У 1939 році мобілізований до Червоної армії. З 1938 по 1940 рік — редактор спецгазети штабу Київського Особливого військового округу (КОВО). У 1940—1941 роках — слухач курсів спецпропаганди політичної розвідки при Воєнно-політичній академії імені Леніна у Москві.
Учасник німецько-радянської війни. У 1941—1942 роках — редактор фронтової спецгазети газети «Soldaten Wahrheit/Солдатська правда» німецькою мовою штаб КОВО, Південно-Західного, Сталінградського і Донського фронтів. У 1942—1945 роках — начальник редакційно-видавничого відділення і заступник начальника відділу по роботі серед військ і населення противника Політичного управління Воронезького та 1-го Українського фронтів.
У 1945—1947 роках — заступник редактора, редактор газети «Tägliche Rundschau/Щоденний огляд» (німецькою мовою, орган Радянської військової окупаційної адміністрації в Німеччині) для німецького населення федеративної землі Саксонія.
У Київському державному університеті працював із 1947 року. У травні 1947 — червні 1948 року — старший викладач і заступник декана філологічного факультету відділу журналістики. З 1949 року — доцент.
Одночасно в 1948—1949 роках — завідувач сектору літератури і мистецтва Управління пропаганди і агітації ЦК КП(б)У. У 1949 — червні 1951 року — завідувач сектору літератури і мистецтва відділу пропаганди і агітації ЦК КП(б)У.
У червні 1951—1953 роках — помічник першого секретаря ЦК КП(б)У Леоніда Мельникова.
У 1953—1959 роках — завідувач кафедри історії журналістики Київського державного університету. У 1954—1956 роках відправлений у наукове відрядження від Міністерства вищої освіти СРСР в Німецьку Демократичну Республіку (НДР) читати лекції на факультеті журналістики Лейпцизького університету. У 1959—1972 роках — завідувач кафедри теорії і практики партійно-радянської преси Київського державного університету.
Одночасно у 1959—1965 роках — декан факультету журналістики Київського державного університету імені Шевченка.
З 1979 по червень 1989 року — професор кафедри теорії і практики партійно-радянської преси Київського державного університету імені Шевченка.
Захистив кандидатську дисертацію «Язык и стиль публицистических и повествовательных произведений Леонида Леонова о Великой Отечественной войне» (1948), докторську дисертацію «Українська радянська газета. Проблеми становлення і розвитку (1917–1925)» (1968, диплом — 1970).
Основні праці: Становлення української радянської преси (К., 1963); 50 років української радянської преси (К., 1965); І в труді, і в бою… (К., 1967); Журналістика як важлива галузь громадсько-політичної діяльності (К., 1969); Ленінські традиції української радянської перси (К., 1970); Свобода друку і шляхи її здійснення (К., 1970); Формування ленінських традицій української радянської преси (К., 1971); Ленінські принципи партійно-радянської преси (К., 1972).
Читав курси: «Марксистсько-ленінське вчення про пресу», «Теорія і практика партійно-радянської преси», «Історія української партійної радянської преси». Член експертної комісії Міністерства вищої і середньої спеціальної освіти УРСР, член експертної комісії при бібліотеці по відбору літератури за кордон, член правління республіканського відділення агентства преси «Новости».
З червня 1989 року — на пенсії в місті Києві. Похований на Байківському кладовищі.

## Звання
- майор
- підполковник

## Нагороди
- орден Вітчизняної війни І ст. (29.03.1943)
- орден Вітчизняної війни ІІ ст. (6.04.1985)
- орден Червоної Зірки (3.01.1944)
- ордени
- медаль «За оборону Сталінграда»
- медаль «За визволення Праги»
- медаль «За взяття Берліна»
- медалі
- дві урядові нагороди Німецької Демократичної Республіки (НДР)